# Superligaen 2007-2008
La Superligaen 2007-2008 è stata la 95ª edizione della massima serie del campionato di calcio danese e 18ª come Superligaen, disputata tra il 18 luglio 2007 e il 24 maggio 2008 e conclusa con la vittoria del Aalborg BK, al suo terzo titolo.

## Formula
La squadra campione parteciperà alla UEFA Champions League 2008-2009. La seconda e la terza classificata parteciperanno alla Coppa UEFA 2008-2009. La quarta classificata prenderà parte all'ultima edizione dell'Interoto.

## Squadre Partecipanti
| Squadra         | Posizione nell'ultimo campionato | Prima stagione in massima divisione | Presente nella massima divisione dal |
| --------------- | -------------------------------- | ----------------------------------- | ------------------------------------ |
| AaB             | 3°                               | 1928-29                             | 1987                                 |
| AC Horsens      | 10°                              | 1929-30                             | 2005-06                              |
| AGF             | 2° in 1st Division               | 1918-19                             | 2007-08                              |
| Brøndby IF      | 6°                               | 1982                                | 1982                                 |
| Esbjerg fB      | 7°                               | 1928-29                             | 2001-02                              |
| F.C. Copenhagen | 1°                               | 1992-93                             | 1992-93                              |
| Midtjylland     | 2°                               | 2000-01                             | 2000-01                              |
| FC Nordsjælland | 5°                               | 2002-03                             | 2002-03                              |
| Lyngby BK       | 1° in 1st Division               | 1980                                | 2007-08                              |
| OB              | 4°                               | 1927-28                             | 1999-00                              |
| Randers FC      | 8°                               | 1941-42                             | 2006-07                              |
| Viborg FF       | 9°                               | 1927-28                             | 1998-99                              |

## Classifica
|  |     | Classifica 2007-2008 | Pti | G  | V  | N  | P  | GF | GS | DR  |
|  | --- | -------------------- | --- | -- | -- | -- | -- | -- | -- | --- |
|  | 1.  | Aalborg              | 71  | 33 | 22 | 5  | 6  | 60 | 38 | +22 |
|  | 2.  | Midtjylland          | 62  | 33 | 18 | 8  | 7  | 53 | 36 | +17 |
|  | 3.  | Copenaghen           | 60  | 33 | 17 | 9  | 7  | 51 | 29 | +22 |
|  | 4.  | Odense               | 52  | 33 | 12 | 16 | 5  | 46 | 27 | +19 |
|  | 5.  | Horsens              | 52  | 33 | 14 | 10 | 9  | 47 | 43 | +4  |
|  | 6.  | Randers              | 47  | 33 | 13 | 8  | 12 | 41 | 33 | +8  |
|  | 7.  | Esbjerg              | 45  | 33 | 13 | 6  | 14 | 59 | 54 | +5  |
|  | 8.  | Brøndby              | 43  | 33 | 11 | 10 | 12 | 44 | 44 | 0   |
|  | 9.  | Nordsjælland         | 43  | 33 | 11 | 10 | 11 | 47 | 51 | -4  |
|  | 10. | Aarhus               | 29  | 33 | 7  | 8  | 18 | 33 | 51 | -18 |
|  | 11. | Viborg               | 20  | 33 | 5  | 5  | 23 | 29 | 68 | -39 |
|  | 12. | Lyngby               | 18  | 33 | 3  | 9  | 21 | 33 | 69 | -36 |